# Stadler Euro 4001
Stadler Euro 4001 es una locomotora híbrida de última generación desarrollada por Stadler Rail como una evolución de la Euro 4000, a fin de dar cumplimiento a la normativa europea de emisiones CE 26/2004 Stage IIIB.
Esta serie de locomotoras es de diseño exterior algo similar a los modelos EuroDual, Euro 6000 y Euro 9000. La primera unidad fue entregada en 2021 a Captrain, una filial de la francesa SNCF.

## Historia
La locomotora se presentó como prototipo por primera vez en 2017 en la feria alemana de transporte Transport Logistic de Múnich.

## Operadores
En 2018 Captrain encargó doce unidades mediante un contrato de alquiler a Alpha Trains.
En 2020 PorTren adquirió siete unidades para operar entre Paso de los Toros y el Puerto de Montevideo en el transporte de pasta de celulosa producida por la empresa finlandesa UPM 2.
En 2023 CSP Logitren adquirió dos unidades.
En 2025 Low Cost Rail S.A. adquirió la unidad (337.009).